# Thomas Harbort
Thomas Harbort (* 1973) ist ein deutscher Schauspieler.

## Leben
Seine schauspielerische Ausbildung absolvierte Harbort von 1999 bis 2001 am Europäischen Theaterinstitut in Berlin, von 2000 bis 2001 an der Etage in Berlin und 2001 am Camera Acting Centrum in Köln bei Jerry Coyle.
Harbort spielte bereits in mehreren Kurzfilmen und Kinofilmen wie 2007 in Hunted und 2008 in Brannenburg, Sadisticum und Filmriss, wo er eine Hauptrolle spielte. Im Jahr 2009 spielte er in dem Kinofilm Sovia: Death Hospital die Rolle des Dr. Richard Graf. In der deutschen Serie Lindenstraße spielte er in zwei Folgen die Rolle des Stefan Fecht.
Im Jahr 2011 wurde der Kurzfilm Hinter den sieben Bergen für den Deutschen Kurzfilmpreis nominiert.
Harbort wohnt in Berlin.

## Filmografie (Auswahl)
- 2000: Hannah (Kurzfilm)
- 2001: Guy-Sitter
- 2002: das erste Wort (Kurzfilm)
- 2003: Atzen (Kurzfilm)
- 2004: The Week
- 2005: A Poetic Retelling of the Logic of Love or A Film to Pass the Time
- 2007: Hunted (Kinofilm)
- 2008: Brannenburg (Kinofilm)
- 2008: Sadisticum, Verleih Maximum Uncut[5]
- 2008: Filmriss (Kinofilm)
- 2009: Sovia: Death Hospital (Kinofilm)[6]
- 2009: Schlüssel (Kurzfilm)
- 2011: Hinter den sieben Bergen (Kurzfilm)
- 2012: Lindenstraße (2 Folgen)
- 2012: Pfad, Vorgarten, Kollaps, Stille (Kurzfilm)
- 2015–2016: Das Netzwerk (YouTube-Serie): als Andi, der Hausmeister[7]
- 2016: Schloss Einstein 1 Folge als Christian Schlichting

## Auszeichnungen
| Jahr | Auszeichnung            | Resultat  |
| ---- | ----------------------- | --------- |
| 2011 | Deutscher Kurzfilmpreis | Nominiert |